# Edotia tangaroa
Edotia tangaroa là một loài chân đều trong họ Idoteidae. Loài này được Brandt & Bruce miêu tả khoa học năm 2006.